# Laura Muntz Lyall
Laura Muntz Lyall (Leamington Spa, Warwickshire, 18 de junio de 1860 – Toronto, 9 de diciembre de 1930) fue una pintora impresionista canadiense, conocida por sus pinturas de mujeres y niños.

## Trayectoria
Nació en Leamington Spa, Warwickshire, Inglaterra en 1860, su familia emigró a Canadá cuando era una niña y creció en una granja en el distrito de Muskoka de Ontario. Cuando era joven, el interés de Muntz en el arte la llevó a tomar lecciones de pintura de William Charles Forster de Hamilton y a vivir y trabajar en su escuela. A partir de 1882, comenzó a tomar clases en la Ontario School of Art, donde estudió con Lucius Richard O'Brien y, más tarde, con George Agnew Reid. Estudió brevemente en la South Kensington School of Art en 1887 y regresó a Canadá para continuar sus estudios con Reid. En 1891, se embarcó en un período de siete años de estudio en París, asistiendo a la famosa Académie Colarossi. Su tema preferido eran los niños. A partir de 1893, su manejo de la pintura fue impresionista. Su trabajo se mostró en varias exposiciones, lo que tuvo como resultado la reproducción de algunas obras en la prensa que hizo que creciera su prestigio y su éxito comercial.
Para aumentar sus limitados recursos financieros, dio clases particulares de inglés y compartió un apartamento con la pintora estadounidense Wilhelmina Hawley (1860-1958). Hawley probablemente le enseñó a Muntz la técnica de la acuarela. Viajaron juntas a Rijsoord, en el sur de los Países Bajos, donde estuvieron pintando. En 1896, en la Academia Colarossi, en reconocimiento a su diligencia y talento, fue nombrada massière o jefa de estudios.
A su regreso a Canadá en 1898, estableció un estudio en Toronto y comenzó a enseñar además de pintar. En 1906, se mudó a Montreal para continuar su carrera en Beaver Hall Square.
Su trabajo recibió reconocimiento tanto en Canadá como fuera de las fronteras. Muntz exhibió su trabajo en el Palace of Fine Arts en la Exposición Colombina del Mundo de 1893 en Chicago. y luego en 1894 como parte de la Société des Artistes Français en París. Continuó mostrando sus trabajos en exposiciones internacionales tras su regreso de París, y su trabajo fue reconocido con una medalla de plata en la Exposición Panamericana de 1901. Tres años después, recibió una medalla de bronce en la Exposición de la Feria Mundial de St. Louis de 1904. Mostró 27 pinturas en la Real Academia de Artes de Canadá entre 1893 y 1929. Su trabajo fue comparado a menudo con el de su contemporáneo y amigo Florence Carlyle. Tanto la Galería Nacional de Canadá como la Galería de Arte de Ontario incluyen sus obras en sus fondos.
Fue elegida como miembro asociada de la Royal Canadian Academy of Arts en 1896, siendo la octava mujer en recibir este honor. Muntz fue miembro de la Ontario Society of Artists a partir de 1891 siendo la primera mujer nombrada para su Consejo Ejecutivo en 1899, cargo en el que estuvo  hasta 1903. 
Tras la muerte de su hermana en 1915, regresó a Toronto y se casó con su cuñado Charles W.B. Lyall para cuidar a los hijos del matrimonio de su hermana (eran 11 pero solo unos pocos se quedaron en casa). Montó un estudio en el ático de su casa y comenzó a firmar sus obras con su nombre de casada. En 1930, Muntz ya estaba enferma y padeciendo de bocio provocado en parte por el exceso de trabajo y las responsabilidades familiares que había asumido quince años antes. Continuó pintando hasta su muerte en 1930.  
Muntz Lyall está enterrada en el cementerio Mount Pleasant en Toronto.

## Galería

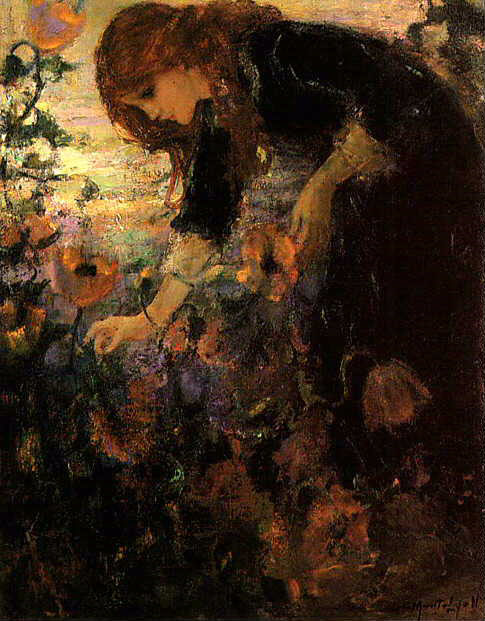
Oriental Poppies
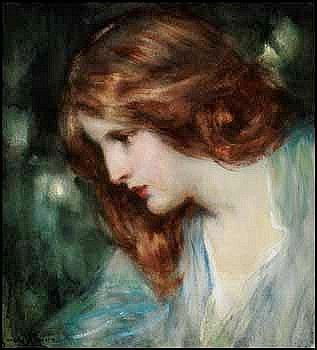
Portrait of a young woman
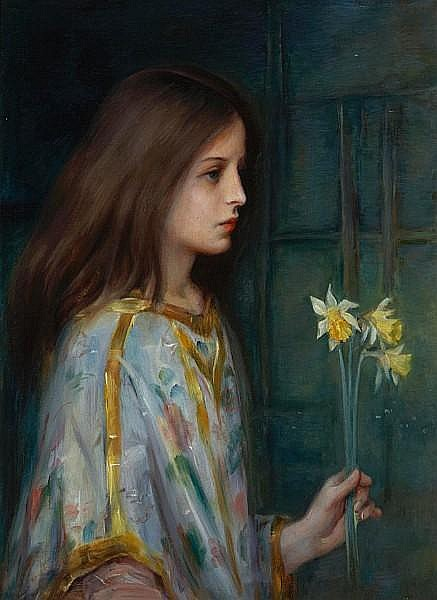
Young girl holding daffodils
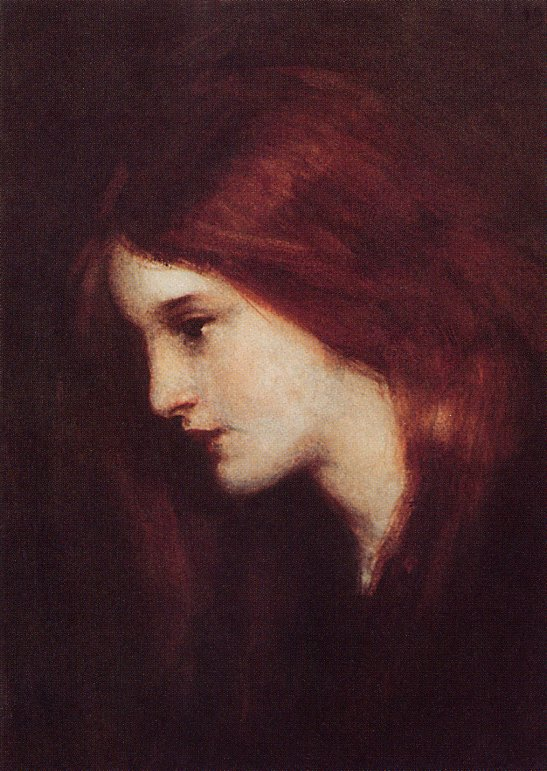
The little red hair
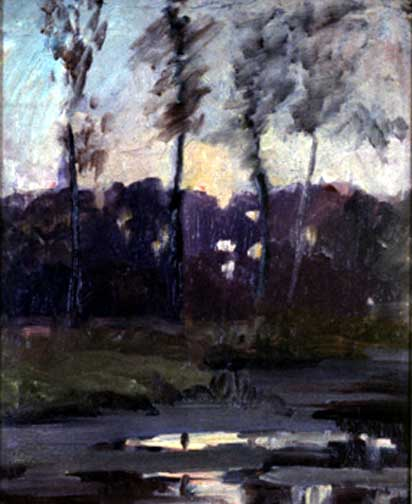
Trees by the river (1900)
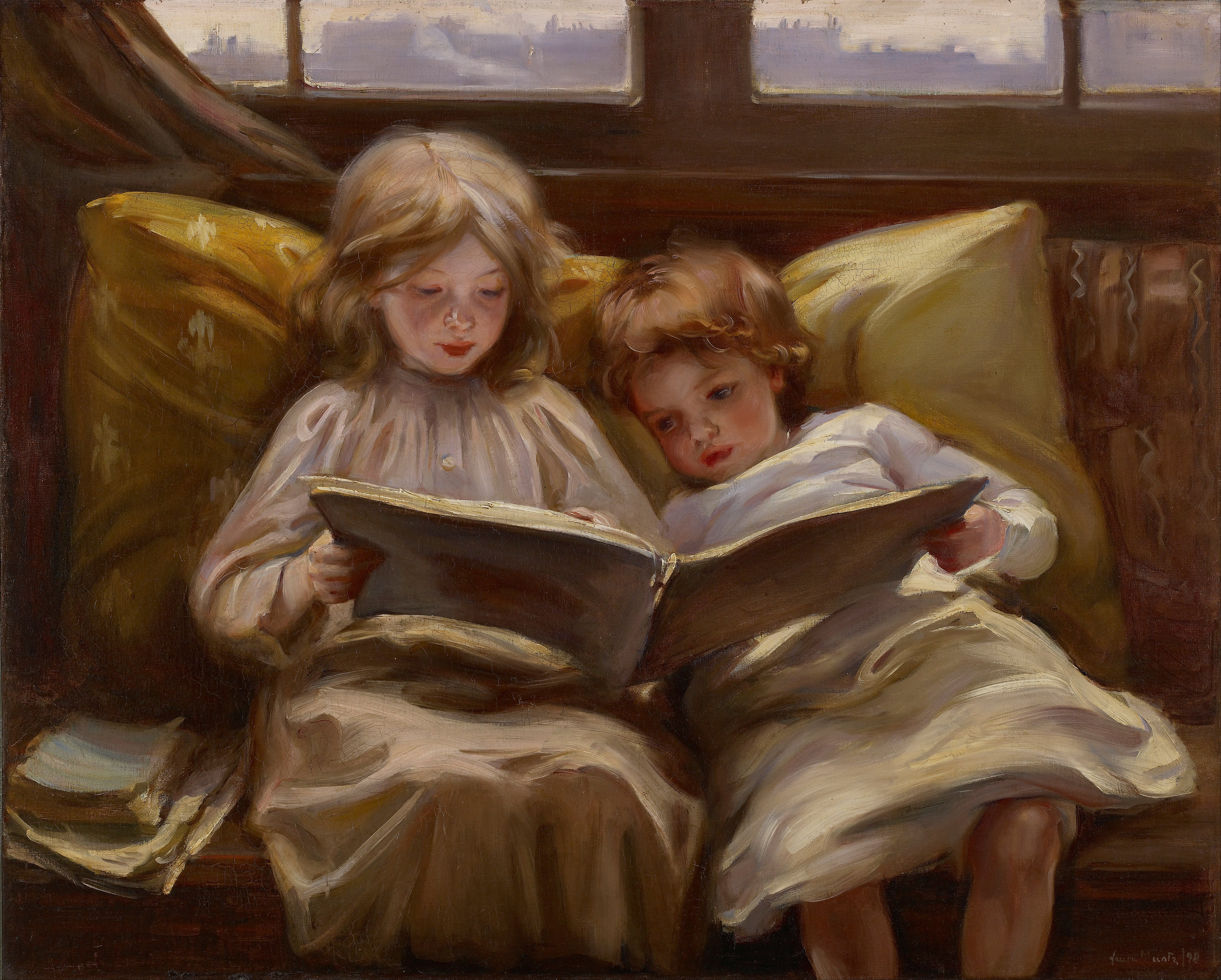
Interesting Story (1898)